# معين الدين خان
معين الدين خان (بالإنجليزية: Moinuddin Khan)‏ هو لاعب كرة قدم هندي في مركز الهجوم، ولد في 14 أبريل 1997 في مدهيا برديش في الهند. لعب مع نادي ميرناف بنجاب.

## وصلات خارجية
- معين الدين خان على موقع قاعدة بيانات كرة القدم.إي يو (الإنجليزية)
- معين الدين خان على موقع Soccerway.com (الإنجليزية)